# Hymeraphia elongata
Hymeraphia elongata är en svampdjursart som beskrevs av Picton och Goodwin 2007. Hymeraphia elongata ingår i släktet Hymeraphia och familjen Raspailiidae. Inga underarter finns listade i Catalogue of Life.